# Liste des marquis de Pont-à-Mousson
Le titre de marquis de Pont-à-Mousson a été créé le 13 mars 1354 par l'empereur Charles IV en faveur de Robert Ier, comte de Bar, qui en profita pour l'intituler « duc de Bar ». Il fait référence à la ville de Pont-à-Mousson.
Ce titre a été porté par des parents proches des ducs de Bar.
| Titulaire                                      | dates de vie  | date de début | date de fin | Commentaire |
| ---------------------------------------------- | ------------- | ------------- | ----------- | --- |
| Robert Ier de Bar                              | (1344 † 1411) | 1354          | 1399        | titre créé par l'empereur Charles IV |
| Édouard III de Bar                             | († 1415)      | 1399          | 1415        | Robert, duc de Bar accorda nostre marquisie du Pont à Eddouart...de present nostre premier et ainsné filz, par une charte datée du 14 décembre 1399 |
| Louis Ier, duc de Bar                          | († 1430)      | 1415          | 1430        | en théorie marquis de Pont-à-Mousson, en tant que duc de Bar |
| René Ier d'Anjou, duc de Bar                   | (1409 † 1480) | 1430          | 1438        | en théorie marquis de Pont-à-Mousson, en tant que duc de Bar |
| Louis d'Anjou                                  | (1427 † 1444) | 1438          | 1444        | second fils de René Ier d'Anjou, lieutenant général du duché de Lorraine |
| Jean II d'Anjou, duc de Lorraine et de Calabre | (1424 † 1470) | 1445          | 1470        | fils aîné de René Ier d'Anjou, créé marquis de Pont-à-Mousson le 21 novembre 1445 |
| Nicolas d'Anjou, duc de Lorraine               | (1448 † 1473) | 1470          | 1473        | fils du précédent |
| Jean d'Anjou                                   | († 1536)      | 1473          | 1485        | fils illégitime de René Ier d'Anjou, légitimé en 1474, créé marquis de Pont-à-Mousson le 17 octobre 1473, confisqué par René II de Lorraine en 1485. Sa fille épouse François de Forbin, seigneur de Sollies et plusieurs descendants de la Famille de Forbin ont revendiqué le titre de marquis de Pont-à-Mousson. |
| René II, duc de Lorraine et de Bar             | (1451 † 1508) | 1485          | 1508        | petit-fils de René Ier par sa mère Yolande d'Anjou |
| Antoine, duc de Lorraine                       | (1489 † 1544) | 1508          | 1544        | fils du précédent |
| François Ier, duc de Lorraine et de Bar        | (1517 † 1545) | 1544          | 1545        | en théorie marquis de Pont-à-Mousson, en tant que duc de Bar |
| Charles III, duc de Lorraine et de Bar         | (1543 † 1608) | 1545          | 1582        | en théorie marquis de Pont-à-Mousson, en tant que duc de Bar |
| Henri II, duc de Lorraine                      | (1563 † 1624) | 1582          | 1608        | fils de Charles III (1543 † 1608) |